# Philippe Strozzi
Pour les autres membres de la famille, voir Famille Strozzi.
Philippe Strozzi (1541 - 27 juillet 1582), ou Filippo di Piero Strozzi, est un condottiere italien, cousin de Catherine de Médicis, fils de Pierre Strozzi et membre de la famille florentine des Strozzi, qui servit la France.

## Biographie
Il est né à Florence de Pierre Strozzi et de Laudomia de Médicis. Son père est exilé de Florence, accueilli en France par Catherine de Médicis, et devient maréchal de France. Philippe devient page du futur roi François II.
En 1557, il commence sa carrière dans l'armée française et fait ses premières armes dans des batailles au Piémont, il prend part, tout comme son père, au siège de Calais en 1558 contre l'Angleterre. En 1560, envoyé en Écosse pour soutenir les rebelles, il est fait seigneur d'Épernay. L'année suivante, il devient colonel des gardes royales.

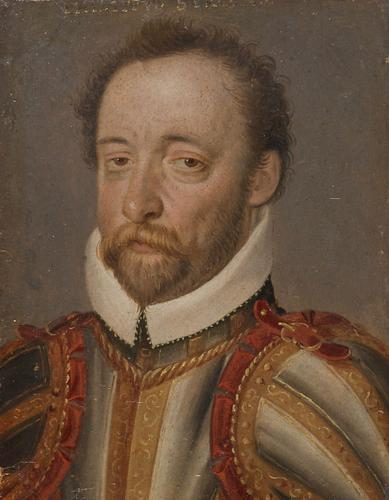
Portrait anonyme de l'amiral Philippe Strozzi, Musée d'histoire de l'art de Vienne, XVIe siècle.

En 1563, Pierre de Bourdeille, dit Brantôme, quitte la clientèle de la maison de Guise à la suite de la mort de son maître François de Lorraine, grand prieur de l'ordre de Malte. La même année, le futur écrivain devient « l'ami fidèle » de Philippe Strozzi, ce qui lui permet d'intégrer la clientèle royale grâce au commandant de la garde du jeune Charles IX.
En 1564, Strozzi aide l'empereur Maximilien II contre les Ottomans. De retour en France en 1567, il est nommé colonel-général intérimaire des bandes françaises et lutte de nouveau contre les huguenots.
Deux ans plus tard, il devient le seul Colonel général de l'infanterie française, et prend part au long siège de La Rochelle. Au cours de son grand tour de France, Charles IX remarque pendant l'entrevue de Bayonne que dans les compagnies espagnoles, les hommes ont un valet pour porter leur mousquet pendant les marches. Le roi demande à Strozzi de composer une escouade de sa garde sur ce principe. Refusant ce principe, Strozzi demande aux armuriers de Milan de modifier cette arme en l'allégeant pour permettre à un homme de la porter sans être écrasé et la portée des armes est doublée. On ne trouve des mousquetaires que dans les régiments royaux.
En 1581, Philippe Strozzi devient seigneur de Bressuire.
En 1581, Catherine de Médicis, avec l'assentiment du roi Henri III, décide d'armer une flotte de corsaires commandée par Philippe Strozzi pour soutenir les prétentions de son candidat au trône du Portugal, dom Antonio, prieur de Crato, et contrer celles de Philippe II d'Espagne qui a déjà envahi le pays. Philippe Strozzi est promu amiral. La flotte est composée de contingents de volontaires huguenots français, hollandais, anglais et portugais.
Le 26 juillet 1582, Strozzi livre la bataille des Açores, ou bataille de l'île Terceira, contre les Espagnols commandés par Álvaro de Bazán. Les Français essuient une sévère défaite navale. Blessé et fait prisonnier par les Espagnols, Strozzi est achevé puis son cadavre est jeté par-dessus bord.

## Iconographie
- Portrait original de Strozzi (BnF)
- Portrait de Strozzi (Kunsthistorisches museum)